# Niuei nyelv

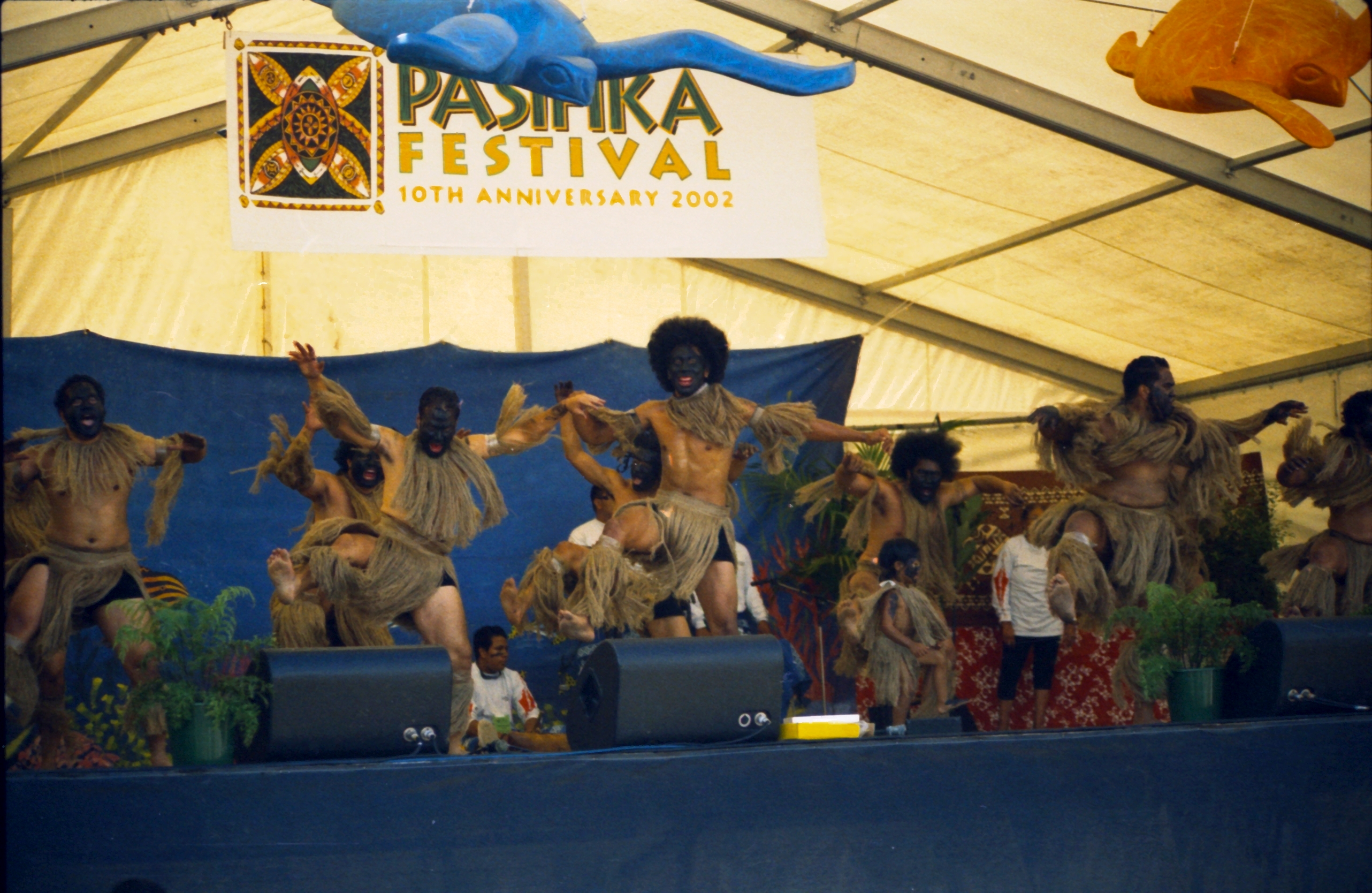
Niuei táncosok egy fesztiválon

A niuei nyelv (niueiül: ko e vagahau Niuē) egy polinéz nyelv.

## Beszélői
Az angol mellett hivatalos nyelv Niue szigetén, de több mint tízezer niuei él Új-Zélandon, ezek mellett a Cook-szigeteken és Tongán is. A világon körülbelül 7800 ember beszéli anyanyelvként vagy második nyelvként.

## Nyelvcsalád
A niuei nyelv az ausztronéz nyelvek családjába tartozik, azon belül a maláj-polinéz, óceániai, polinéz, tongai nyelvek ágaihoz. A tongai ágnak két ágazata van: a tongai nyelv és a niuei nyelv, mivel Niue első betelepülői tongai származású emberek voltak.
Összehasonlítás más polinéz nyelvekkel:
| Magyarul | Niuei nyelven | Tongai nyelven | Szamoai nyelven | Hawaii nyelven |
| -------- | ------------- | -------------- | --------------- | -------------- |
| kenu     | vaka          | vaka           | vaʻa            | waʻa           |
| ember    | tangata       | tangata        | tagata          | kanaka         |
| nő       | fifine        | fefine         | fafine          | wahine         |
| kettő    | ua            | ua             | lua             | lua            |

## Írás és kiejtés
A niuei nyelv latin írást használ, az ábécé azonban csak 17 betűt tartalmaz: A, E, I, O, U, F, G, H, K, L, M, N, P, T, V, R, S
A betűk nevei a következők: ā, ē, ī, ō, ū, fā, gā, hā, kā, lā, mō, nū, pī, tī, vī, rō, sā.
Az r és s betűk csak idegen eredetű szavakban fordulnak elő. A magánhangzók feletti jelek (macron) a magánhangzók hosszúságát jelölik.
A magánhangzók kiejtése: a [a], ā [aː], e [e], ē [eː], i [i], ī [iː], o [o], ō [oː], u [u], ū [uː].
A magyartól eltérő kiejtésű mássalhangzók: g [ŋ], t e, ē, i és ī előtt [s], máskor [t]. A többi betű kiejtése megegyezik a magyar kiejtéssel.
A hangsúly általában az utolsó előtti szótagon van, de ha a szó hosszú magánhangzóra végződik, ez a hang lesz hangsúlyos.

## Számok
|      | Niuei nyelven |
| ---- | ------------- |
| 1    | taha          |
| 2    | ua            |
| 3    | tolu          |
| 4    | fa            |
| 5    | lima          |
| 6    | ona           |
| 7    | fitu          |
| 8    | valu          |
| 9    | hiva          |
| 10   | hogofulu      |
| 20   | uafulu        |
| 30   | tolugofulu    |
| 40   | fagofulu      |
| 50   | limagofolu    |
| 100  | taha e teau   |
| 1000 | taha e afe    |